# Diamnati
Diamnati is een gemeente (commune) in de regio Mopti in Mali. De gemeente telt 13.100 inwoners (2009).